# Idrossido di cesio
L'idrossido di cesio (CsOH) è un composto chimico formato da uno ione di cesio e uno ione idrossido.

## Proprietà
L'idrossido di cesio è una base molto forte, così reattiva da riuscire a corrodere rapidamente anche il vetro, trasformandolo in silicato di cesio e acqua.